# Utilísima
Utilísima (anteriormente conocido como Utilísima Satelital y Utilísima Televisión) fue un canal de televisión por suscripción argentino, que transmitía para Latinoamérica y Estados Unidos. En 2006 el canal fue vendido a Fox Latin American Channels, y de esta manera amplió su cobertura fuera de Argentina a las áreas mencionadas. Desde el 4 de noviembre de 2013, y dependiendo del feed y del cableoperador, se cambió Utilísima para dar paso a Fox Life y MundoFox.

## Historia
Utilísima fue creado por Ernesto Sandler como un programa de televisión, el 6 de octubre de 1984, emitiéndose a través del Canal 2 de La Plata, en el estudio de Woody Televisión S.A. El programa ganó cinco premios Martín Fierro[cita requerida] y en marzo de 1990 pasó a Telefe. Las conductoras en Canal 2 fueron Adriana Bertolino (1984-1985), Alicia Curmona (1985-1986) y Patricia Miccio (1987-1989). En Telefe la conducción siguió a cargo de Miccio. Posteriormente, con nuevos cambios de emisora, las conductoras fueron Marcela Tinayre, Teresa Garbesi y Mara Linares en Canal 9 (1995-1997), y Soledad Silveyra en Canal 13 (1998).
Ernesto Sandler junto con Alejandro Romay en 1996, deciden crear una señal de veinticuatro horas de programación dedicada a la mujer y a la familia. Así, el 8 de abril de 1996 fundan Utilísima Satelital con el lema «Utilísima te cambia la vida».
A sólo doce meses de su lanzamiento el canal logra posicionarse entre las diez señales de cable de mayor audiencia de la Argentina y el más visto de los canales para la mujer. En 1997 Alejandro Romay se desvincula de la sociedad y Ernesto Sandler se convierte en director ejecutivo del nuevo Multimedios Utilísima.
Como multimedios, Utilísima amplía sus actividades para la mujer, editando quince títulos diferentes de revistas bajo la coordinación de Teté Sandler. En 1996, las revistas de Utilísima eran las publicaciones femeninas de mayor venta en todo el país, junto con la Editorial Atlántida. A partir de 1992 comienza a publicar libros de cocina, decoración, confección de ropa, artesanías, etc. También sacó a la venta videos home (VHS) y CD con diferentes temas musicales para bebés y villancicos navideños bajo la dirección del maestro Aquiles Roggero. En 1992 se crea la Boutique de Utilísima en Buenos Aires y otras siete provincias de Argentina con artículos artesanales y souvenirs. En 1994, Utilísima lanza al mercado una línea de aparatos electrodomésticos con el nombre de Utilady, además de servilletas de papel en rollo, pañales para bebé y varios productos para la mujer. Durante la década de los '90, el multimedios realizó seis exposiciones para la mujer bajo el nombre de «Expo Utilísima», a la cual concurrieron más de un millón de personas de todo el país.
En Utilísima se destacaron profesionales como Maru Botana, Malala López Grandío, Max Casá, Marta Ballina, Choly Berreteaga, Mercedes Keller, Paula Pollono, Ennio Carnota, Mauricio Asta, Dolli Irigoyen, Sebastián Parodi, Roberto Petersen, Ariel Rodríguez Palacios, Alicia Berger, Francis Mallmann, Ketty de Pirolo, Otilia Kusmin, Alejandra Feldman Lemme, Joan Coll, Chela Amato Negri, Silvia Smid, Angelita Rodríguez, entre otros. También se destacaron Verónica Varano, Nequi Galotti, Bettina O'Connell, Vanessa Miller, Sofía Zámolo, Mora Furtado, Teresa Garbesi, Graciela Masanes, Claudio Zin, Alberto Cormillot, Eduardo Lorenzo Borocotó, María Luisa Buseta, Dora Semper, Matilde Ascenso, María José Roldán, Susana Fontana, Millie Stegman, Bibiana Álvarez Roldán, Analía Zumarraga, Marina Capano, Marina Orcoyen, Martín Palacios, María Belén Aramburu, Carlos Iglesias y Paula Marull, entre más de cuatrocientos talentos artísticos. 
Los niños y las artesanías tuvieron su lugar en Utilísima. Primero fue un segmento en el programa Bricolaje conducido por Bibiana Álvarez Roldán llamado "Brico Baby" y luego pasó a llamarse Bricokids, que logró tener su propio lugar en la grilla del canal por varios años. Un fantástico grupo de amigos y excelentes artesanos, primero liderado por Sol Álvarez Roldán, luego por Agustina Gallo junto a Lourdes de Cabo, Ángeles Carminatti, Lucas Sosa, Matías Trillo, Débora y demás chicos, supieron enseñar con ingenio y diversión manualidades con diferentes materiales. Estos lograron deleitar a los más jóvenes de la familia hasta 2005. Programa que estando en el aire fue varias veces nominados en los premios Martín Fierro, como mejor programa infantil.

### Últimos años
En 2006, Ernesto Sandler vende Utilísima Satelital a Fox, uniéndose a la cadena Fox Latin American Channels. Hasta 2010 Sandler fue el director ejecutivo responsable de la programación del canal para Hispanoamérica hasta que se desvinculó definitivamente de Fox. La dirección del Utilísima quedó bajo la responsabilidad de una funcionaria de Fox, Mariana Pérez, junto a un equipo de colaboradores. Desde su adquisición, los estudios de grabación de Utilísima fueron rebautizados como Fox Toma 1. 
A partir de 2011, el canal cambió parte de su contenido y programación, dedicándose a captar una audiencia más joven. Aunque siguió teniendo audiencia, esta se depreció entre 2012 y 2013.
En octubre de 2013, Fox confirma que el 4 de noviembre de 2013 Utilísima cesaría sus emisiones, sería reemplazado por Fox Life y se fusionaría su programación con la del nuevo canal. Ese mismo día, en la señal vacante de Fox Life se lanzó MundoFox (Latinoamérica), el cual en 2015 inició en su programación el Bloque Utilísima, todas las mañanas se emitían por tres horas programas variados del ya desaparecido canal, siendo este mismo segmento eliminado desde el 1 de julio de 2017 con el reemplazo de MundoFox por Nat Geo Kids.
Desde diciembre de 2023, Star Channel emite un bloque con programación del canal. 